# Villamuseet Villa Rulludd

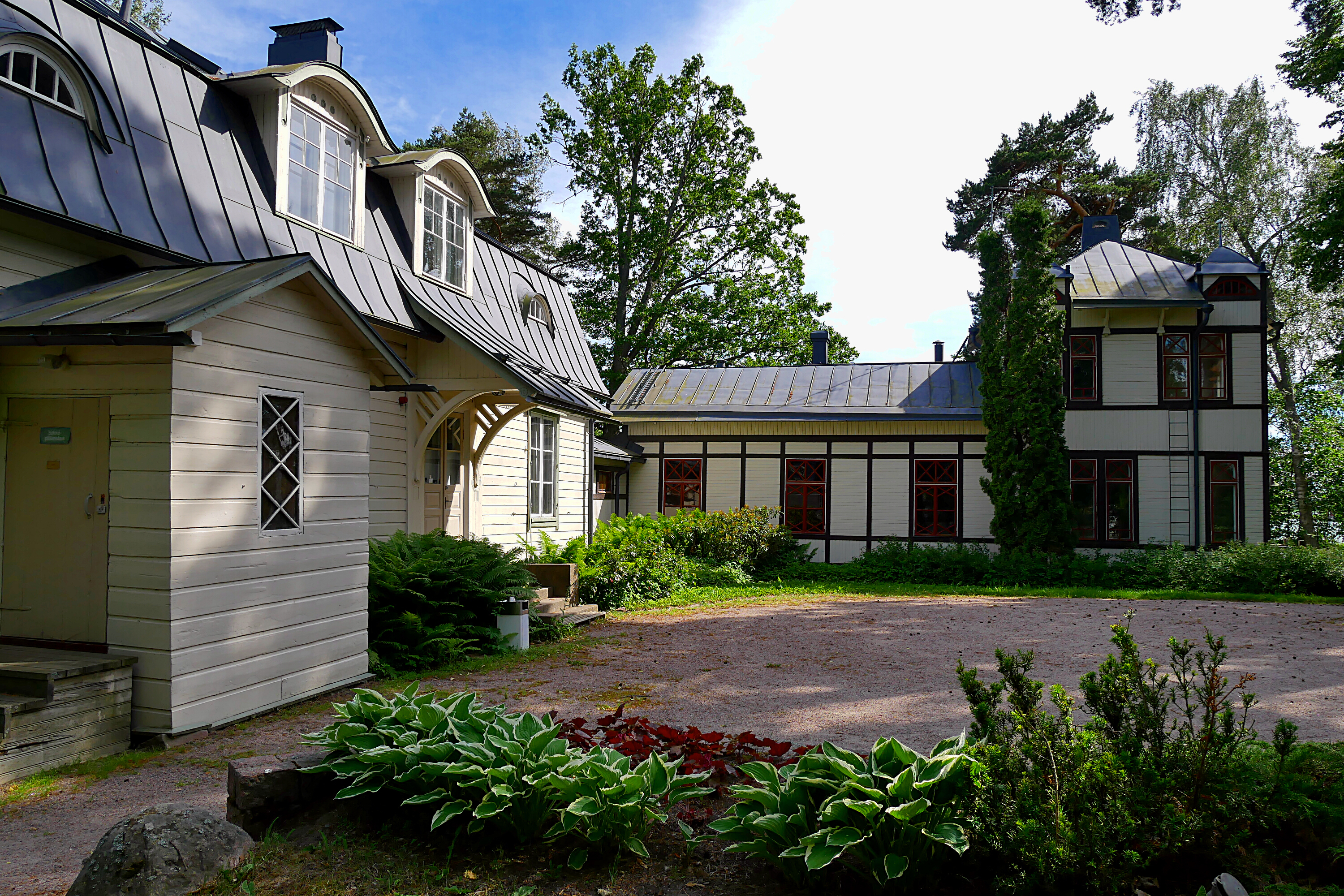
Villa Rulludd

Villamuseum Villa Rulludd (finska: Huvilamuseo Villa Rulludd) är en finländskt kulturhistoriskt museum i Esbo.

## Vintervillan
Alfred Kihlman köpte Rulludden 1873. Där hade snickaren Johan Johansson börjat uppföra ett vinterfordrat timmerhus. Detta bygge slutförde han till Alfred Kihlman till juni 1873. Huset var byggd efter en traditionell karolinsk rumsindelning med fem rum, kök, tambur och en öppen vind med fyra skrubbar och två vindskammare.

## Päijännestugan
Sonen, prokuratorn Lorenzo Kihlman (1861-1949), byggde 1893 Päijännestugan, eller Sommarvillan. Den representerade en nyare byggnadstyp och var avsedd endast för sommarvistelse. Den var byggd av bräder, troligtvis delvis prefabricerat med delar från Sörnäs Snickeri AB, och placerad naturnära och vid strandkanten. I hörnet mot havet fanns två symmetriska öppna verandor, och också från salen var det en vidsträckt vy över havet. År 1901 tillbyggdes sommarvillan med ett torn, ritat av David Frölander-Ulf (1874–1947). 
De båda villorna förbands 1908 med en stor veranda. Vintervillan byggdes också ut efter ritningar av Hjalmar Åberg, varvid den fick en andra våning under ett mansardtak med en övre sal.
Villa Rulludd var ett fritidshus för familjen Kihlman fram till 1980.

## Museum
Villa Rulludd köptes 1980 av Esbo stad. Huset skyddades i detaljplan 1983 och enligt byggnadslagen 1989. Den representerar idag fyra olika arkitektoniska stilar, med olika form och olika byggnadsteknik. 
Villan  renoverades efter några års förfall 1990–92 och användes för fester och tillställningar. År 2005 öppnades Villamuseet som en del av Esbo stadsmuseum i Villa Rulludds andra våning, där släkten Kihlmans sommarferier och villaliv på 1920- och 1930-talen presenteras. 